# Trent Haaga
Trent Haaga (Los Angeles, 1971) è un attore, sceneggiatore, scrittore, nonché produttore cinematografico statunitense.
È stato lanciato dalla Troma, per la quale ha interpretato film come Terror Firmer, Citizen Toxie: The Toxic Avenger IV (di cui ha anche scritto la sceneggiatura), e Zombiegeddon. Insieme al presidente della Troma, Lloyd Kaufman, ha scritto il romanzo The Toxic Avenger: The Novel, tratto dal cult movie della Troma The Toxic Avenger, e Make Your Own Damn Movie! Secrets of a Renegade Director, sorta di manuale per realizzare un film indipendente.

## Filmografia parziale

### Attore
- Terror Firmer di Lloyd Kaufman (1999)
- Troma's Edge TV (serie televisiva, 2 episodi) (2000)
- Citizen Toxie: The Toxic Avenger IV di Lloyd Kaufman e Michael Herz (2000)
- Mulva: Zombie Ass Kicker! di Chris Seaver (2001)
- Operation Midnight Climax di Gadi Harel e Will Keenan (2002)
- Killjoy 2: Deliverance from Evil di Tammi Sutton (2002)
- Dead & Rotting di David P. Barton (2002)
- Hell Asylum di Danny Draven (2002)
- Deadly Stingers di J.R. Bookwalter (2003)
- Zombiegeddon di Chris Watson (2003)
- Uchuujin from Outer Space di Danny Mann Jr. (2007)
- Bonnie & Clyde vs. Dracula di Timothy Friend (2008)
- Killjoy 3, regia di John Lechago (2010)
- Killjoy Goes to Hell, regia di John Lechago (2012)
- American Muscle, regia di Ravi Dhar (2014)
- Killjoy's Psycho Circus, regia di John Lechago (2016)

### Sceneggiatore

#### Cinema
- Citizen Toxie: The Toxic Avenger IV (2000)
- Hell Asylum (2002)
- Make Your Own Damn Movie! (documentario) di Lloyd Kaufman (2005)
- Cheap Thrills - Giochi perversi (Cheap Thrills) (2013)

#### Televisione
- Il seme della follia (Killing Daddy), regia di Curtis Crawford – film TV (2014)